# Кёнен, Бернард
Бернард Кёнен (нем. Bernard Koenen; 17 февраля 1889, Гамбург — 30 апреля 1964, Берлин) — деятель коммунистического движения Германии.

## Биография
Родился в Гамбуре в семье плотника, по профессии механик (слесарь, токарь). В политику пошёл по стопам своего старшего брата Вильгельма Кёнена, вступив в 1906 году в Федерацию немецких металлистов, а в 1907 году — в Социал-демократическую партию Германии.
В 1917 году вступил в Независимую социал-демократическую партию Германии, а в 1920 году в Коммунистическую партию Германии. Во время Ноябрьской революции работал заместителем председателя совета рабочих депутатов завода Лойны. С 1920 года член райкома КПГ Галле—Мерзебург, с 1923 года работает в штабе КПГ. В 1922—1933 годах состоял депутатом провинциального парламента КПГ в Саксонии.
В 1921 году участвовал в Третьем конгрессе Коминтерна, в июле того же года направлен Президиумом ИККИ в Бельгию для помощи в создании единой Коммунистической партии Бельгии (основана в сентябре 1921). В ноябре 1922 года участвовал в Четвёртом конгрессе Коминтерна.
Вернувшись в Германию, участвовал в работе VIII съезда КПГ (январь 1923), на котором был избран членом оргбюро партии. Поселившись в Саксонии, в 1929 избран депутатом ландтага Пруссии. Секретарь окружного комитета КПГ провинции Саксония.
12 февраля 1933 года во время нападения фашистских штурмовиков на молодых коммунистов в Айслебене («Кровавое воскресенье») был избит и тяжело ранен, потеряв один глаз. В последующие несколько месяцев находился в розыске, скрывался у симпатизировавшего коммунистической партии врача в его частной клинике, а в июле 1933 года сумел покинуть в Германию и добраться до СССР.
В СССР работал организационным секретарём Международной организации помощи борцам революции. В период сталинских чисток был дважды арестован, в 1937—1939 годах содержался в заключении. Затем до 1943 года занимал должность заместителя руководителя немецкой секции школы Коминтерна в Кушнаренкове.
В годы Второй мировой войны в 1941—1943 годах работал на Немецком народном канале (нем. Deutscher Volkssender), в 1943 году участвовал в создании в СССР комитета «Свободная Германия», работал на радиостанции «Свободная Германия». В том же году избран членом ЦК КПГ.
В 1945 году вернулся в Берлин, участвовал в подписании первого послевоенного манифеста ЦК КПГ к народу Германии. Также его подпись от лица коммунистов Саксонии стоит на документе об объединении Коммунистической партии Германии и Социал-демократической партии в Восточной Германии в единую Социалистической единой партии Германии, членом ЦК которой он и стал.
В 1946—1952 годах возглавлял отделение Социалистической единой партии Германии в Саксонии-Ангальт, в 1952—1953 и 1958—1963 занимал пост первого секретаря организации СЕПГ в Галле.
С 1949 до своей смерти был депутатом Народной палаты ГДР. В 1953 году назначен послом ГДР в Чехословакии, где работал до 1958 года. В 1960—1964 годах входил в состав Государственного совета ГДР. В дополнение к политической деятельности в разное время работал журналистом и педагогом.
Умер в 1964 году, похоронен в Мемориале социалистов на Центральном кладбище Фридрихсфельде.

## Награды
- Серебряный орден «За заслуги перед Отечеством» (ГДР) (1954)

## Семья
Был женат на Фриде Кёнен (1890—1968), их сыновья Виктор и Альфред воевали в отряде особого назначения под командованием известного чекиста А. К. Спрогиса. Старший брат Виктор погиб в сорок втором году при выполнении боевого задания в глубоком тылу врага. Альфред был тяжело ранен во время авианалета в брянском поселке Дубровка, после чего был переправлен на лечение на большую землю. В ГДР Альфред был офицером Национальной народной армии. Брат Вильгельм — также известный деятель германского и мирового социалистического движения.